# Unterseeboot UB-6
Pour les autres navires du même nom, voir Unterseeboot 6.
L'Unterseeboot UB-6 est un sous-marin (U-Boot) allemand de type UB I utilisé par la Kaiserliche Marine pendant la Première Guerre mondiale. Le sous-marin a été interné après s’être échoué dans les eaux neutres néerlandaises, et a été sabordé par son équipage à Hellevoetsluis.

## Conception
Après l’avancée rapide de l’armée allemande le long de la côte de la mer du Nord au début de la Première Guerre mondiale, la marine impériale allemande s’est retrouvée sans sous-marins appropriés pouvant être utilisés dans les eaux étroites et peu profondes au large des Flandres,. Le projet 34, un effort de conception commencé à la mi-août 1914, a produit la conception du Type UB I : un petit sous-marin qui pouvait être expédié par chemin de fer jusqu’à un port d’opérations et rapidement assemblé. Contrainte par les limites de taille des chemins de fer, la conception de l’UB I prévoyait un bateau d’environ 28 mètres de long et déplaçant environ 125 tonnes, avec deux tubes lance-torpilles. L'UB-6 faisait partie du lot initial de huit sous-marins, numérotés UB-1 à UB-8, commandés le 15 octobre à Germaniawerft de Kiel, un peu moins de deux mois après le début de la planification de la classe,.
L'UB-6 mesurait 28,10 mètres de long, 3,15 mètres de large et avait un tirant d'eau de 3,03 mètres. Il était équipé d’un seul moteur Diesel Daimler 4 cylindres de 59 ch (44 kW) pour la navigation en surface, et d’un seul moteur électrique Siemens-Schuckert de 119 ch (89 kW) pour la navigation sous-marine, tous deux entraînant un seul arbre d'hélice. Ses vitesses de pointe étaient de 6,47 nœuds (11,98 km/h) en surface et de 5,51 nœuds (10,20 km/h) en immersion. À des vitesses plus modérées, il pouvait naviguer jusqu’à 1650 milles marins (3060 km) en surface avant de devoir se ravitailler, et jusqu’à 45 milles marins (83 km) en immersion avant de recharger ses batteries. Comme tous les bateaux de la classe, l'UB-6 était évalué à une profondeur de plongée de 50 mètres et pouvait s’immerger complètement en 33 secondes.
L'UB-6 avait un déplacement entre 127 et 142 tonnes, selon qu’il était en surface ou immergé. Il transportait deux torpilles de 450 mm pour ses deux tubes lance-torpilles d’étrave et était également armé d’une mitrailleuse de 8 millimètres montée sur le pont. L’effectif standard de l'UB-6 se composait d’un officier et de treize hommes du rang.

## Carrière
L'UB-6 a été commandé en octobre 1914 et a été mis sur cale au chantier naval Germaniawerft à Kiel le 22 novembre. Une fois les travaux sur l'UB-6 terminés au chantier Germaniawerft, l'UB-6 a été préparé pour l’expédition ferroviaire. Le processus d’expédition d’un bateau UB I impliquait de décomposer le sous-marin en ce qui était essentiellement un kit. Chaque bateau a été découpé en une quinzaine de sections et chargé sur huit wagons plats. Au début de l’année 1915, les sections de l'UB-6 furent expédiées à Anvers pour être réassemblé, un processus qui prenait généralement deux à trois semaines. Après l’assemblage et le lancement de l'UB-6 en mars 1915, il a été chargé sur une barge et emmené à travers les canaux jusqu’à Bruges où il a subi des essais.

## Début de carrière

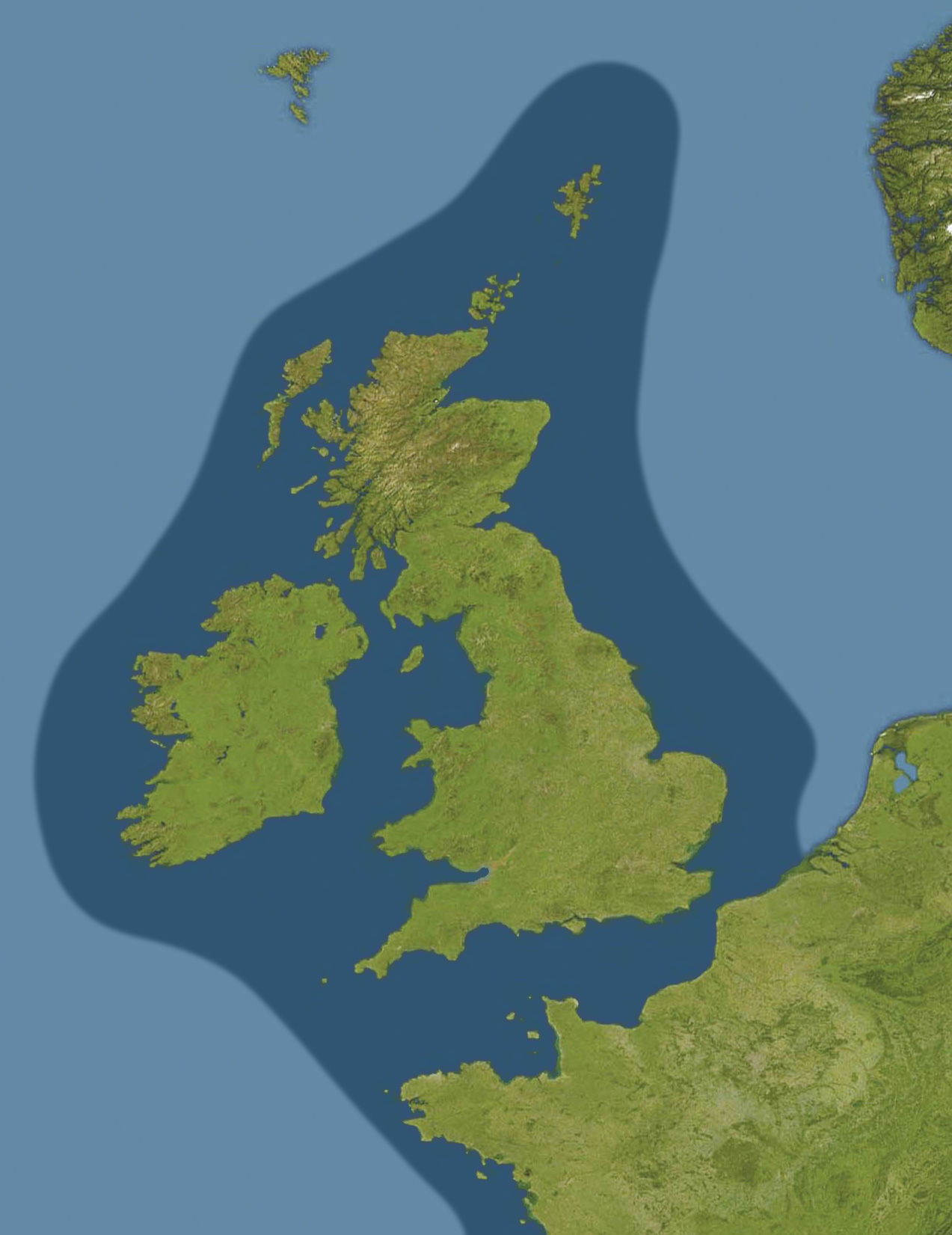
Zone de guerre sous-marine allemande de la campagne des U-boote en février 1915.

Le sous-marin a été mis en service dans la marine impériale allemande le 8 avril sous le nom de UB-6, sous le commandement du Kapitänleutnant (Kptlt.) Erich Haecker, un officier de 29 ans qui commandait pour la première fois un sous-marin. Le 19 avril, l'UB-6 rejoint les autres bateaux UB I qui composent alors la flottille des Flandres (en allemand : U-boote des Marinekorps U-Flotille Flandern), qui avait été créée le 29 mars. Lorsque l'UB-6 rejoignit la flottille, l’Allemagne était au milieu de sa première offensive sous-marine, commencée en février. Au cours de cette campagne, les navires ennemis dans la zone de guerre définie par l’Allemagne (en allemand : Kriegsgebiet), qui englobait toutes les eaux autour du Royaume-Uni, devaient être coulés. Les navires des pays neutres ne devaient pas être attaqués à moins qu’ils ne puissent être définitivement identifiés comme des navires ennemis opérant sous faux pavillon.
Les bateaux UB I de la flottille flamande étaient initialement limités à des patrouilles dans le Hoofden, la partie sud de la mer du Nord entre le Royaume-Uni et les Pays-Bas. Bien que l'UB-4 ait effectué la première sortie et coulé le premier navire de la flottille en avril, l'UB-6 a coulé le premier navire de guerre crédité à la flottille. Le 1er mai, Haecker repéra deux vieux destroyers de la Royal Navy, les Brazen et Recruit, à environ 30 milles nautiques (56 km) au sud-ouest du bateau-phare Galloper. Juste avant midi, Haecker lança une torpille qui toucha le Recruit et coupa en deux le navire de 335 tonnes de déplacement, tuant 34 hommes. 26 hommes ont été secourus,. Un mois plus tard, le 1er juin, l'UB-6 coule ce qui sera son plus grand navire, le cargo britannique Saidieh, de 3303 tonneaux de jauge brute (TJB). Le Saidieh était en route vers Kingston upon Hull Hull depuis Alexandrie avec un chargement d’oignons et de graines de coton lorsque l'UB-6 l’a coulé à l’embouchure de la Tamise. Huit membres d’équipage ont perdu la vie dans l’attaque.
À la fin du mois de juin, le Korvettenkapitän Karl Bartenbach, chef de la flottille des Flandres, utilisa l'UB-6 pour tester une théorie selon laquelle les défenses britanniques dans le pas de Calais (filets anti-sous-marins et mines) n’étaient pas infranchissables. Dans la soirée du 21 juin, l'UB-6 quitte Zeebruges pour un aller-retour vers Boulogne. L'UB-6 a dépassé Dunkerque en surface et a atteint Boulogne tôt le matin du 22. Au cours du voyage, il a dû plonger en catastrophe lorsqu’il a été repéré par un destroyer britannique. L'UB-6 a immédiatement fait le voyage de retour et est arrivé sain et sauf à Zeebruges plus tard dans la journée. Trois autres bateaux UB I (les UB-2, UB-5 et UB-10) suivirent bientôt avec des patrouilles dans la Manche, mais le mauvais temps et le brouillard gênèrent les bateaux et aucun ne remporta de succès,. Même si aucun navire n’a été coulé au cours de ces incursions dans la Manche, en terminant avec succès leurs voyages, les sous-marins ont contribué à prouver la faisabilité de vaincre les défenses britanniques dans le pas de Calais.
Le 12 juillet, alors qu’il patrouillait entre 18 et 23 milles marins (33 et 43 km) au large de Lowestoft, l'UB-6 attaqua cinq navires de pêche britanniques, coulant quatre d’entre eux,,,,. Les quatre navires coulés étaient des smacks, des voiliers traditionnellement gréés avec des voiles ocre rouge. Ils ont été arraisonnés, abordés par des membres d’équipage de l'UB-6 et coulés avec des explosifs,. Deux semaines plus tard, l'UB-6 torpille et coule le Firth (406 tonneaux de jauge brute) à 4 milles marins (7,4 km) de la bouée Aldeburgh Napes. L'UB-6 coula le Leader (57 tonneaux de jauge brute) le 11 août,.
L’offensive sous-marine allemande est suspendue le 18 septembre par le chef de l’Admiralstab, l’amiral Henning von Holtzendorff, en réponse aux demandes américaines après le naufrage du vapeur Lusitania de la Cunard Line en mai 1915 et d’autres naufrages très médiatisés en août et septembre. La directive de Holtzendorff ordonnait à tous les sous-marins allemands de quitter la Manche et les approches sud-ouest et exigeait que toutes les activités sous-marines en mer du Nord soient menées strictement selon les règlements sur les prises. Il faudra attendre cinq mois avant que l'UB-6 ne coule un autre navire.
À la mi-novembre, l'Oberleutnant zur See (Oblt.z.S.) Ernst Voigt succéda à Haecker en tant que commandant de l'UB-6. Il s’agissait du premier commandement de sous-marin pour Voigt, âgé de 25 ans. Sous son commandement, l'UB-6 coula son navire suivant en janvier 1916. Le Crystal (57 tonneaux de jauge brute) a été arraisonné et coulé par des explosifs à 25 milles marins (46 km) au sud-est de Southwold le 27 janvier 1916,.

## Deuxième offensive sous-marine
Au début de 1916, le blocus britannique de l’Allemagne commençait à avoir un effet sur l’Allemagne et ses importations. La Royal Navy avait arrêté et saisi plus de cargaisons destinées à l’Allemagne que la quantité de cargaisons coulées par les sous-marins allemands lors de la première offensive sous-marine. En conséquence, la marine impériale allemande a lancé une deuxième offensive contre la marine marchande le 29 février. Les règles de base convenues par l’amiral allemand étaient que tous les navires ennemis dans la zone de guerre autoproclamée de l’Allemagne seraient détruits sans avertissement. Les navires ennemis en dehors de la zone de guerre ne seraient détruits que s’ils étaient armés. Pour éviter de contrarier les États-Unis, les navires à passagers ennemis ne devaient pas être attaqués, qu’ils soient dans la zone de guerre ou non.
La première attaque de l'UB-6 au cours de cette nouvelle offensive eut lieu le 17 mars, lorsque le sous-marin torpilla le navire suédois Ask (1041 tonneaux de jauge brute) près du bateau-phare Noordhinder. Le navire était en route vers Londres en provenance de Västervik avec une cargaison de bois, mais n’a pas coulé. Aucune victime n’a été signalée sur le navire endommagé. L’attaque de l'Ask a été suivie deux semaines plus tard par le naufrage d’un autre navire suédois. Le Hollandia (1115 tonneaux de jauge brute) était à l’ancre à 0,25 mille marin (460 m) du bateau-phare Galloper lorsque l'UB-4 l’a torpillé le dernier jour de mars. Le Hollandia était sur lest et naviguait de Rouen à Rotterdam. Il a coulé sans qu’une seule vie ne soit perdue.
En mars, le commandant de l'UB-6, Voigt, est affecté à l'UB-23 nouvellement mis en service. Il est remplacé sur l'UB-6 par le Kapitänleutnant Karl Neumann, l’ancien commandant de deux des navires jumeaux du sous-marin, l'UB-2 et l'UB-13. Au cours de sa carrière de sous-marinier, Neumann a coulé plus de 100 000 tonnes de navires, mais il n’a coulé qu’un seul navire comme commandant de l'UB-6. En juillet, Neumann est remplacé par l'Oberleutnant zur See Karsten von Heydebreck, un jeune homme de 26 ans, capitaine de sous-marin pour la première fois, qui était le camarade de classe de Voigt dans la classe des cadets d’avril 1908.
Vers la fin du mois d’avril 1916, l’amiral Reinhard Scheer, le nouveau commandant en chef de la Hochseeflotte, annule l’offensive contre la marine marchande et ordonne à tous les bateaux en mer de rebrousser chemin et à tous les bateaux au port d’y rester. Comme à la fin de la première offensive en août 1915, l'UB-6 ne coulera plus de navires pendant les cinq mois suivants.

## Tentatives d’embuscade de la Grande Flotte
À la mi-mai, Scheer a achevé ses plans visant à mettre hors de combat une partie de la Grand Fleet britannique. La flotte allemande de haute mer sortirait pour un raid sur Sunderland, attirant la flotte britannique à travers des « nids de sous-marins et de champs de mines ». À l’appui de l’opération, l'UB-6 et cinq autres bateaux des Flandres partirent à minuit les 30 et 31 mai pour former une ligne à 18 milles marins (33 km) à l’est de Lowestoft. Ce groupe devait intercepter et attaquer les forces légères britanniques partant de Harwich, si elles sortaient vers le nord pour se joindre à la bataille. Malheureusement pour les Allemands, l’Amirauté britannique disposait de rapports de renseignement sur le départ des sous-marins. Ceci, conjugué avec l’interruption des attaques contre les navires, éveilla les soupçons britanniques.
Le départ tardif de la flotte allemande pour sa sortie (qui avait été redirigée vers le Skagerrak) et le fait que plusieurs des sous-marins allemands stationnés au nord n’aient pas reçu le message codé avertissant de l’avance britannique ont fait de l’embuscade prévue de Scheer un « échec complet et décevant ». Dans le groupe de l'UB-6, seul l'UB-10 aperçut les forces de Harwich, et elles étaient trop loin pour monter une attaque. L’échec de l’embuscade sous-marine à couler des navires de bataille britanniques a permis à l’ensemble de la Grand Fleet d’engager la flotte de haute mer numériquement inférieure dans la bataille du Jutland, qui a eu lieu du 31 mai au 1er juin.
Plus tard en août, les Allemands tendirent une autre embuscade à la flotte britannique, lorsqu’ils élaborèrent des plans pour un autre raid de la flotte de haute mer sur Sunderland (comme cela avait été l’intention initiale en mai). La flotte allemande prévoyait de partir en fin de journée le 18 août et de bombarder des cibles militaires le lendemain matin. Comme en mai, l'UB-6 faisait partie d’un groupe destiné à attaquer les forces de Harwich. En tant que l’un des cinq bateaux formant la deuxième ligne de bateaux de la flottille des Flandres, l'UB-6 était stationné au large de Texel le matin du 20 août. Une fois de plus, les services de renseignement britanniques avaient averti de l’imminence de l’attaque et de l’embuscade, ce qui provoqua la sortie de la Grand Fleet à 16h00 le 18 août, cinq heures avant le départ de la flotte allemande. Des renseignements erronés ont d’abord poussé Scheer à se détourner de Sunderland, puis à finalement annuler toute l’opération. Bien que les sous-marins allemands au nord aient coulé deux croiseurs légers britanniques[Note 8], l'UB-6 et son groupe n’ont joué aucun rôle dans l’action.
Le 10 septembre, l'UB-6 patrouillait au large du bateau-phare de la Meuse et torpille le vapeur norvégien Lindborg (400 tonneaux de jauge brute) avec une cargaison à destination de Londres. Il n’y a pas eu de victimes. Alors qu’il patrouillait dans la même zone le 23, l'UB-6 coula quatre allèges belges,,,. Le lendemain, le navire néerlandais Batavier II est capturé et emmené jusqu’à Zeebruges par des membres d’équipage de l'UB-6. Le Batavier II est le dernier succès de Heydebreck aux commandement de l'UB-6. En janvier 1917, il est affecté au commandement du sous-marin mouilleur de mines UC-63, qui vient d’être mis en service,. Le Oberleutnant zur See Oskar Steckelberg, un autre membre de la classe de cadets d’avril 1908, remplaça Heydebreck sur l’UB-6.

## Guerre sous-marine sans restriction
Le blocus britannique de l’Allemagne, qui empêchait les navires neutres d’atteindre les ports allemands, avait considérablement limité les importations de nourriture et de carburant en Allemagne. Parmi les résultats, il y a eu une augmentation de la mortalité infantile et jusqu’à 700 000 décès attribués à la famine ou à l’hypothermie pendant la guerre. Le blocus ayant des conséquences désastreuses, l’empereur Guillaume II approuva personnellement une reprise de la guerre sous-marine sans restriction à partir du 1er février 1917 pour forcer les Britanniques à faire la paix. Les nouvelles règles d'engagement précisaient qu’aucun navire ne devait être laissé à flot.
Le 10 mars, l'UB-6 quitta Zeebruges pour patrouiller au large du bateau-phare Meuse. Deux jours plus tard, l'UB-6 entra dans les eaux territoriales néerlandaises après une erreur de navigation de Steckelberg et s’échoua à l’embouchure de la Meuse. Les Pays-Bas étaient neutres pendant la guerre et l'UB-6 n’ayant pas quitté les eaux territoriales néerlandaises dans les 24 heures comme l’exige le droit international, le sous-marin et son équipage ont été internés par les Néerlandais. Les Allemands protestèrent, mais comme l’échouement de l’UB-6 n’était que le résultat d’une erreur et non d’une détresse, les Néerlandais refusèrent de libérer le sous-marin. L'UB-6 est emmené au port d’Hellevoetsluis pour y être interné. Le 18 mars, l’équipage de l'UB-6 le saborde. L’équipage de l'UB-6 a été interné pour le reste de la guerre. Après la fin de la guerre, l’épave de l'UB-6 est rendue à la France, emmenée à Brest et démantelée en juillet 1921.

## Affectations
- Flottille des Flandres[2] : du 19 avril 1915 au 12 mars 1917

## Commandants
- Oberleutnant zur See Erich Haecker : du 8 avril au 12 novembre 1915[2]
- Oblt. Ernst Voigt : du 13 novembre 1915 au 26 avril 1916
- Oblt. Karl Neumann : du 27 avril au 21 juillet 1916
- Oblt. Karsten von Heydebreck : du 22 juillet 1916 au 9 janvier 1917
- Oblt. Oskar Steckelberg : du 10 janvier au 12 mars 1917

## Navires coulés[15]
| Date              | Nom               | Nationalité    | Tonnage | Destin    |
| ----------------- | ----------------- | -------------- | ------- | --------- |
| 1er mai 1915      | HMS Recruit       | Royal Navy     | 335     | Coulé     |
| 1er juin 1915     | Saidieh           | United Kingdom | 3303    | Coulé     |
| 12 juillet 1915   | Emerald           | United Kingdom | 57      | Endommagé |
| 12 juillet 1915   | Merlin            | United Kingdom | 47      | Coulé     |
| 12 juillet 1915   | Purple Heather    | United Kingdom | 42      | Coulé     |
| 12 juillet 1915   | Speedwell         | United Kingdom | 38      | Coulé     |
| 12 juillet 1915   | Woodbine          | United Kingdom | 29      | Coulé     |
| 25 juillet 1915   | Firth             | United Kingdom | 406     | Coulé     |
| 11 août 1915      | Leader            | United Kingdom | 57      | Coulé     |
| 27 janvier 1916   | Crystal           | United Kingdom | 57      | Coulé     |
| 17 mars 1916      | Ask               | Suède          | 1041    | Endommagé |
| 31 mars 1916      | Hollandia         | Suède          | 1115    | Coulé     |
| 23 juin 1916      | Alexander Maurice | Belgique       | 70      | Coulé     |
| 10 septembre 1916 | Lindborg          | Norvège        | 400     | Coulé     |
| 23 septembre 1916 | Germaine          | Belgique       | 106     | Coulé     |
| 23 septembre 1916 | Lichtevreden II   | Belgique       | 69      | Coulé     |
| 23 septembre 1916 | Maria Da Jonge    | Belgique       | 98      | Coulé     |
| 23 septembre 1916 | Rosalie           | Belgique       | 129     | Coulé     |
| 24 septembre 1916 | Batavier II       | Pays-Bas       | 1328    | Capturé   |